# Sandi (Misso)
Sandi – wieś w Estonii, w prowincji Võru, w gminie Misso.